# 沙赖 (厄尔-卢瓦省)
沙赖（法語：Charray，法語發音：[ʃaʁɛ]）是法国厄尔-卢瓦省的一个旧市镇，位于该省南部，属于沙托丹区。沙赖已于2017年1月1日起和相邻的另外8个市镇合并为新市镇克卢瓦三河镇（Cloyes-les-Trois-Rivières）。

## 地理
沙赖（47°58'20"N, 1°19'35"E）面积10.98 平方千米，位于法国中央-卢瓦尔河谷大区厄尔-卢瓦省，该省份为法国北部内陆省份，北起顺时针与厄尔省、伊夫林省、埃松省、卢瓦雷省、卢瓦-谢尔省、萨尔特省和奧恩省接壤。
与沙赖接壤的市镇（或旧市镇、城区）包括：布雷万维尔、乌祖埃勒杜瓦延、韦尔德。
沙赖的时区为UTC+01:00、UTC+02:00（夏令时）。

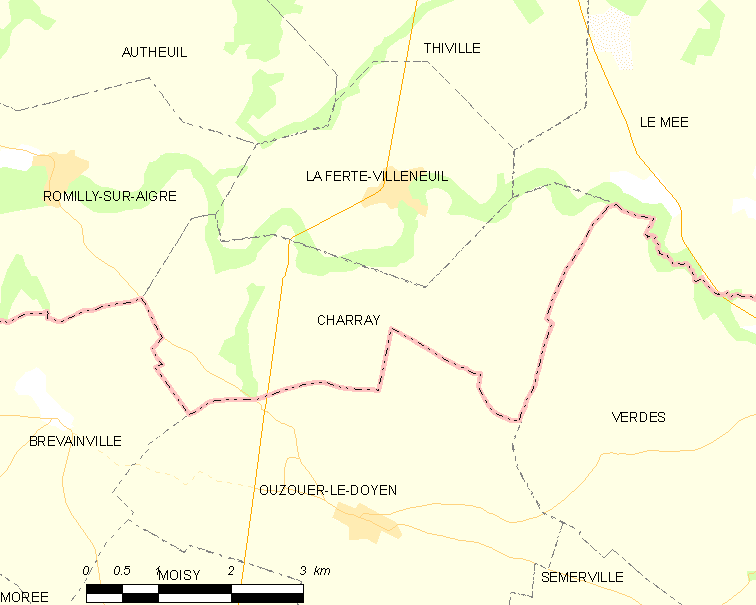
沙赖的OSM定位图

## 行政
沙赖的邮政编码为28220，INSEE市镇编码为28083。

## 政治
沙赖所属的省级选区为布鲁县。

## 人口

1962-2008年间沙赖人口变化图示

沙赖于2018年1月1日时的人口数量为104人。